# Pappophorum
Pappophorum là một chi thực vật có hoa trong họ Hòa thảo (Poaceae).

## Loài
Chi Pappophorum gồm các loài: